# Marcus Aemilius Lepidus (triumvir)
 Der er flere personer med dette navn, se Marcus Aemilius Lepidus.
Marcus Aemilius Lepidus (ca. 89 f.Kr. – sent 13 eller tidligt 12 f.Kr.) var en romersk general, statsmand og politiker, som sammen med Octavian og Marcus Antonius dannede det Andet Triumvirat i de sidste år af den Romerske Republik.  Lepidus havde tidligere været en tæt allierede af Julius Cæsar. Han var også den sidste pontifex maximus inden perioden for det Romerske Kejserrige og (formodentlig) den sidste interrex og magister equitum, der havde militær kommando.
Selvom han var en dygtig militærleder og en kompetent og nyttig tilhænger af Cæsar, er Lepidus altid blevet portrætteret som det mindst indflydelsesrige medlem af det Andet Triumvirat. Han fremstår typisk som en marginaliseret figur i skildringer af tidens begivenheder, særligt i Shakespeares skuespil. Mens nogle forskere har støttet dette synspunkt, argumenterer andre for, at kildematerialet til at underbygge dette synspunkt er utilstrækkeligt. De afviser derfor dette synspunkt og argumenter i stedet for, at denne portrættering af Lepidus skyldes propaganda fra hans modstandere – primært Cicero og senere Augustus.
Lepidus var blandt Julius Cæsars største støtter. Han startede sin cursus honorum som praetor i 49 f.Kr. og blev efterfølgende belønnet med konsul-embedet i 46 f.Kr. efter Pompejus' nederlag under borgerkrigen. Efter mordet på Cæsar den 15. marts 44 f.Kr. allierede Lepidus sig med Marcus Antonius for at få magten. Men Cæsar havde efterladt Octavianus som sin. Sammen formede disse tre personer det Andet Triumvirat, der blev legaliseret i 43 f.Kr. ved Lex Titia  og havde en varighed på fem år. Triumviratet blev dog fornyet i 38 f.Kr. allerede inden den oprindelige 5 års periode var afsluttet. Under nedkæmpelsen af Østen og dem, som stod bag mordet på Cæsar, forblev Lepidus i Rom. Han blev guvernør over de vestlige provinser Hispania og Africa. Det lykkedes Lepidus at undgå at vælge mellem Octavian eller Antonius, men i 36 f.Kr. fik Octavian dømt Lepidus for en fejlslagne politik. Lepidus blev dømt for oprør på Sicilien og blev tvunget i eksil. Hans embeder blev taget undtagen Pontifex Maximus
Lepidus døde fredeligt i 13 f.Kr.